# Ліпот Каллаї
Ліпот Каллаї (угор. Kállai Lipót, 26 червня 1912, Уйпешт, Будапешт — 6 серпня 1989, Печ) — угорський футболіст, що грав на позиції нападника. Відомий виступами, зокрема, за клуб «Уйпешт» і національну збірну Угорщини.

## Життєпис
У 1928—1935 роках Каллаї виступав у складі другої команди одного з провідних клубів країни «Уйпешта» — УТЕ. Клуб виступав в аматорській лізі Будапешта. В 1933 році Ліпот був викликаний до складу аматорської збірної Угорщини на матч проти аматорів Австрії (3:2). За цю збірну він виступатиме до 1936 року.
У 1935 році Каллаї був запрошений у першу команду «Уйпешта» і своїм шансом заграти на найвищому рівні скористався. У першому сезоні забив у складі команди 23 голи у 24 матчах, а його команда стала срібним призером чемпіонату.
У січні 1936 року Каллаї забив перший гол за аматорську збірну країни у ворота Франції (1:2), а вже в квітні вперше зіграв за національну збірну. Дебют відзначив хет-триком у ворота збірної Австрії (5:3). Влітку того ж року Каллаї поїхав у складі аматорської збірної на Олімпійські ігри у Берлін. Він був одним із двох гравців тієї команди, хто грав за першу збірну (другий — Дьюла Кішш із «Ференцвароша») і одним з небагатьох, хто узагалі мав досвід виступів у вищому національному дивізіоні. Угорці вибули зі змагань у першому ж раунді, поступившись з рахунком 0:3 збірній Польщі, яка виступала практично в основному складі.
У сезоні 1936–37 Каллаї забив 24 м'ячі, встановивши свій найкращий індивідуальний результат. У центральній осі нападу поряд з Ліпотом виступали знамениті угорські нападники Єньо Вінце і Дьюла Женгеллер. Першість 1937–38 «Уйпешт» завершив на другому місці, а на рахунку Каллаї 16 забитих м'ячів. У січні 1938 року Ліпот зіграв свої останні матчі за національну збірну. Відзначився забитим голом у ворота Люксембургу (6:0).
У 1939 році «Уйпешт» під керівництвом Бели Гуттманна нарешті здобув перемогу у чемпіонаті країни. На рахунку Каллаї 12 м'ячів у 23 матчах того сезону. Більше голів у складі «Уйпешта» забили уже згадані Єньо Вінце (15) і Дьюла Женгеллер, що відзначився у тому сезоні аж 56 разів у 24 матчах. Влітку Ліпот разом з командою здобув перемогу у Кубку Мітропи, престижному міжнародному турнірі для найкращих команд Центральної Європи. На шляху до титулу, «Уйпешт» переміг італійську «Амброзіану-Інтер» (1:2, 3:1 з голом Каллаї), югославський БСК (2:4, 7:1) і земляків «Ференцварош» у фіналі (4:1 у гостях і 2:2 вдома). Загалом у Кубку Мітропи на рахунку Ліпота Каллаї 20 зіграних матчів і 6 забитих м'ячів у 1935—1940 роках.
У першості 1939–40 Каллаї відзначився лише двома забитими м'ячами у 18 матчах. По завершенні сезону футболіст залишив «Уйпешт». Загалом за 5 років на його рахунку 77 забитих м'ячів у 110 матчах чемпіонату за команду.
Новим клубом Каллаї став «Електромош» із Будапешта, у складі якого він виступав протягом чотирьох сезонів, в останні роки перейшовши на позицію захисника.
Кар'єра Каллаї у ролі головного тренера була нетривалою: в 1961—1962 роках він керував клубом «Печ Дожа» у 52 матчах чемпіонату.

## Статистика

### Клубні команди
| Клуб                | Сезон             | Чемпіонат | Чемпіонат | Чемпіонат | Кубок Мітропи | Кубок Мітропи | Кубок Мітропи |
| Клуб                | Сезон             | Ліга      | Матчі     | Голи      | Турнір        | Матчі         | Голи          |
| ------------------- | ----------------- | --------- | --------- | --------- | ------------- | ------------- | ------------- |
| «Уйпешт» (Будапешт) | 1935              | —         | —         | —         | КМ            | 1             | 0             |
| «Уйпешт» (Будапешт) | 1935/36           | Д-1       | 24        | 23        | КМ            | 6             | 2             |
| «Уйпешт» (Будапешт) | 1936/37           | Д-1       | 22        | 24        | КМ            | 4             | 3             |
| «Уйпешт» (Будапешт) | 1937/38           | Д-1       | 23        | 18        | КМ            | 2             | 0             |
| «Уйпешт» (Будапешт) | 1938/39           | Д-1       | 23        | 12        | КМ            | 6             | 1             |
| «Уйпешт» (Будапешт) | 1939/40           | Д-1       | 18        | 2         | КМ            | 1             | 0             |
| «Уйпешт» (Будапешт) | Всього            | Всього    | 110       | 77        | —             | 20            | 6             |
| «Електромош»        | 1940/41           | Д-1       | 5         | 1         |               |               |               |
| «Електромош»        | 1941/42           | Д-1       | 1         | 0         |               |               |               |
| «Електромош»        | 1942/43           | Д-1       | 30        | 1         |               |               |               |
| «Електромош»        | 1943/44           | Д-1       | 24        | 0         |               |               |               |
| «Електромош»        | Всього            | Всього    | 60        | 2         | —             | —             | —             |
| Всього за кар'єру   | Всього за кар'єру | —         | 170       | 79        | —             | 20            | 6             |

### Статистика виступів за збірну
| Дата       | Місто              | Господарі      | Результат | Гості    | Турнір                   | Голи | Примітки |
| ---------- | ------------------ | -------------- | --------- | -------- | ------------------------ | ---- | -------- |
| 05/04/1936 | Відень             | Австрія        | 3 – 5     | Угорщина | товариський матч         | 3    |          |
| 18/10/1936 | Прага              | Чехословаччина | 5 – 2     | Угорщина | Кубок Центральної Європи | -    |          |
| 11/04/1937 | Базель             | Швейцарія      | 1 – 5     | Угорщина | Кубок Центральної Європи | -    |          |
| 25/04/1937 | Турин              | Італія         | 2 – 0     | Угорщина | Кубок Центральної Європи | -    |          |
| 09/01/1938 | Лісабон            | Португалія     | 4 – 0     | Угорщина | товариський матч         | -    | 46'      |
| 09/01/1938 | Люксембург (місто) | Люксембург     | 0 – 6     | Угорщина | товариський матч         | 1    |          |
| Усього     |                    | Матчів         | 6         |          | Голів                    | 4    |          |

## Досягнення
- Володар Кубка Мітропи: 1939
- Чемпіон Угорщини: 1938–39,
- Срібний призер Чемпіонату Угорщини: 1935–36, 1937–38,
- Бронзовий призер Чемпіонату Угорщини: 1936–37, 1939–40